# Karl Moriz Diesing

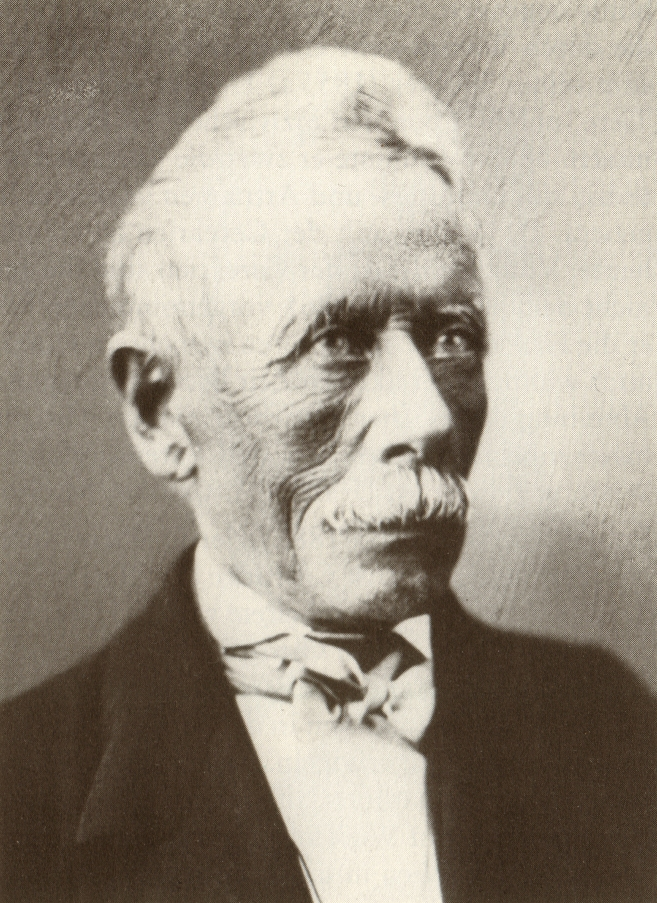
Karl Moriz Diesing

Karl Moriz Diesing (* 16. Juni 1800 in Krakau, Habsburgermonarchie; † 10. Januar 1867 in Wien; andere Schreibweisen: Karl Moritz, Carl Moritz; polnisch Karol Maurycy Diesing) war ein österreichischer Helminthologe und Botaniker. Er gilt als seinerzeit wichtigster Helminthologe in Nachfolge von Karl Asmund Rudolphi.
Sein botanisches Autorenkürzel lautet „Diesing“.

## Biographie
Diesing wurde in Krakau als Sohn eines Assessors im Adelsgericht geboren. Er besuchte das Gymnasium in Lemberg und schloss es im Jahre 1819 ab. Von 1819 studierte er Medizin an der Universität Wien und parallel dazu Naturwissenschaften. Am 28. Dezember 1826 wurde ihm der Doktortitel in Medizin verliehen, er nahm jedoch nie eine Arbeit als praktizierender Arzt auf. Er war Assistent am Institut für Botanik unter Joseph Franz von Jacquin. Seit 1829 war er Praktikant am kaiserlichen Hof-Naturalien-Cabinet, erst arbeitete er in der Abteilung für Mineralogie unter der Leitung von Friedrich Mohs, dann unter Johann Gottfried Bremser in der helminthologischen Abteilung des zoologischen Kabinetts. Im Mai 1835 wurde er Kurator der Abteilung für Mineralogie, im Juli 1836 wurde er dann Kurator der Abteilung für Zoologie. 1848 verschlechterte sich sein Sehvermögen durch eine Retinitis stark, bis er 1849 er komplett erblindet war. Dank seines hervorragenden Gedächtnisses veröffentlichte er mit Unterstützung seines Assistenten August von Pelzeln weiterhin wissenschaftliche Arbeiten. Im Jahre 1852 wurde er pensioniert. Er starb am 10. Januar 1867 an einer Lungenerkrankung.
Seit 1835 war er Mitglied der Leopoldina, seit 1848 war er ordentliches Mitglied der Kaiserlichen Akademie der Wissenschaften in Wien. Weiterhin war er Ehrenmitglied der kaiserlich-königlichen Gesellschaft der Ärzte in Wien.

## Wissenschaftliche Leistungen
In den Jahren 1850 und 1851 veröffentlichte er zwei Bände der Monographie Systema Helminthum, in denen er 175 Arten von Nematoden beschrieb. In der Botanik tat er sich als Erstbeschreiber von Algen hervor.
Ihm zu Ehren sind die Bandwurm-Gattung Diesingium Pintner, 1929 (syn. Diesingiella Guiart 1931) und der Nematode Hammerschmidtiella diesingi benannt. Die Pentastomiden-Art Linguatula diesingii, 1848 durch Pierre-Joseph van Beneden ihm zu Ehren benannt, wurde inzwischen mit Armillifer armillatus (Wyman, 1845) synonymisiert.

## Ausgewählte Schriften
- Monographie der Gattungen Amphistoma und Diplodiscus. In: Annalen des Wiener Museums der Naturgeschichte. 1835, S. 235–260 (zobodat.at [PDF; 10,1 MB]).
- Neue Gattungen von Binnenwürmern. 1835.
- Tropisurus und Thysanosoma, zwey neue Gattungen von Binnenwürmern (Entozoen) aus Brasilien. In: Medicinische Jahrbücher des kaiserlich-königlichen österreichischen Staates. 7, 1835, S. 83–116 + 3 Tafeln (eingeschränkte Vorschau in der Google-Buchsuche).
- Aspidogaster limacoides, eine neue Art Binnenwurm, beschrieben und durch eine Abbildung erläutert. In: Medicinische Jahrbücher des kaiserl.-königl. österreichischen Staates. 16, 1835, S. 420–430 + 1 Tafel (eingeschränkte Vorschau in der Google-Buchsuche).
- Versuch einer Monographie der Gattung Pentastoma. In: Annalen des Wiener Museums der Naturgeschichte. 1, 1836, S. 1–32 + Tafel 1–4 (zobodat.at [PDF; 12,9 MB]).
- Neue Gattungen von Binnenwürmern nebst einem Nachtrage zur Monographie der Amphistomen. In: Annalen des Wiener Museums der Naturgeschichte. 2, 1839, S. 219–242.
- Ditrachyceros rudis Sultzer, ein Pseudohelminth. In: Österreichische medicinische Wochenschrift. 50, 1841, S. 1177–1181 (eingeschränkte Vorschau in der Google-Buchsuche).
- Systematische Uebersicht der Foraminifera monostegia und Bryozoa anopisthia. In: Sitzungsberichte der Kaiserlichen Akademie der Wissenschaften. Mathematisch-naturwissenschaftliche Classe. 1848, S. 17–19 (archive.org).
- Systema Helminthum. Band 1, Braumüller, Wien 1850 (archive.org).
- Systema Helminthum. Vol. II. In: Monografien Evertebrata Gemischt. 8, Braumüller, Wien 1851. S. 1–588 (archive.org, zobodat.at [PDF]).
- Neunzehn Arten von Trematoden. In: Denkschriften der Akademie der Wissenschaften. Mathematisch-naturwissenschaftliche Classe. 10, 1855, S. 59–70 (archive.org, zobodat.at [PDF]).
- Sechzehn Gattungen von Binnenwürmer und ihre Arten. In: Denkschriften der Akademie der Wissenschaften. Mathematisch-naturwissenschaftliche Classe. 1855, S. 171–185 (zobodat.at [PDF; 2,1 MB]).
- Zwölf Arten von Acanthocephalen. In: Denkschriften der Akademie der Wissenschaften. Mathematisch-naturwissenschaftliche Klasse. 1856, S. 19 (eingeschränkte Vorschau in der Google-Buchsuche).
- Neunzehn Arten von Trematoden. 1856 (eingeschränkte Vorschau in der Google-Buchsuche).
- Zwanzig Arten von Cephalocotyleen. In: Denkschriften der Kaiserlichen Akademie der Wissenschaften. Mathematisch-naturwissenschaftliche Classe. 12, Wien 1856, S. 23–38 (zobodat.at [PDF]).
- Sechzehn Arten von Nematoideen. 1857 (eingeschränkte Vorschau in der Google-Buchsuche).
- Vierzehn Arten von Bdellideen. In: Denkschriften der Mathematisch-naturwissenschaftlichen Classe der Kaiserlichen Akademie der Wissenschaften. 1858, S. 63–80 (archive.org).
- Berichtigungen und Zusätze zur Revision der Cercarieen. In: Sitzungsberichte der Kaiserlichen Akademie der Wissenschaften. Mathematisch-naturwissenschaftliche Classe. 1858, S. 239–290 (archive.org).
- Revision der Rhyngodeen (Mit III Tafeln). In: Sitzungsberichte der Kaiserlichen Akademie der Wissenschaften. Mathematisch-naturwissenschaftliche Classe. 37, 1859, S. 719–782 (archive.org).
- Revision der Nematoden (Mit I Tafel). In: Sitzungsberichte der Kaiserlichen Akademie der Wissenschaften. Mathematisch-naturwissenschaftliche Classe. 42, 1861, S. 595–738 (archive.org).
- Kleine helminthologische Mittheilungen. In: Sitzungsberichte der Kaiserlichen Akademie der Wissenschaften. Mathematisch-naturwissenschaftliche Classe. 43, 1861, S. 269–282 (archive.org).
- Revision der Turbellarien. 1862 (archive.org).
- Revision der Cephalocotyleen: Abtheilung Cyclocotyleen. In: Sitzungsberichte der Kaiserlichen Akademie der Wissenschaften. Mathematisch-naturwissenschaftliche Classe. 1864 (archive.org).
- Revision der Cephalocotyleen: Abtheilung Paramecocotyleen. 1864.
- Revision der Prothelminthen. Abtheilung: Mastigophoren. In: Sitzungsberichte der Kaiserlichen Akademie der Wissenschaften zu Wien. 52, 1866, S. 287–404 (archive.org).